# Jordão (Acre)

7, 8: Schutzzonen im Gemeindegebiet von Jordão.

Jordão, amtlich portugiesisch Município de Jordão, ist eine Kleinstadt im brasilianischen Bundesstaat Acre mit zu 2024 geschätzten 9787 Einwohnern. Das für die Bevölkerungszahl sehr große Gemeindegebiet grenzt im Süden an Peru, ist aber nur Grenzgebiet. Es enthält 10 Terras Indígenas mit rund 32 indigenen Walddörfern (aldeias) und umfasst über 62 % des Nutzreservates Reserva Extrativista do Alto Tarauacá. Der Ort ist über Fluss- und Flugverkehr zu erreichen.

## Toponymie
Jordão heißt Jordan, wobei nicht gesichert ist, ob der Name von dem Fluss Jordan oder einer Person dieses Namens hergeleitet wurde.

## Geographie
Jordão liegt im äußersten Westen Brasiliens im amazonischen Regenwald auf einer Höhe von 278 m. Bei einer Fläche von 5.357,3 km² ergibt sich eine Bevölkerungsdichte von 1,2 Einwohnern pro km². Neben dem Hauptort liegen kleine Ansiedlungen entlang der Flussläufe.
Nördlich liegt das Munizip Tarauacá, westlich Marechal Thaumaturgo und östlich Feijó.

## Geschichte
Jordão’s Territorium ist ein traditionelles Siedlungsgebiet verschiedener Stämme der indigenen Bevölkerung, in die u. a. Kautschuksammler eindrangen und auf dem Ortsgebiet die Seringal Duas Nações, Plantage zur Zeit des Kautschukbooms, errichteten. Das Gebiet unterstand der Stadt Tarauacá und bildete dort einen Distrikt, den distrito de Jordão. 1956 wurde das Dorf zur Vila Jordão erhoben und wurde nach einer Volksabstimmung durch Staatsgesetz Nr. 1.034 vom 28. April 1992 zum Munizip als Município de Jordão. Das Gemeindegebiet wurde im Dezember 1992 noch einmal verändert, der Ort aus Tarauacá ausgegliedert, so dass die Stadtverwaltung zum 1. Januar 1993 in Kraft treten konnte. Als erster Stadtpräfekt (Bürgermeister) wurde Hilário de Holanda Melo gewählt. Jordão ist Sitz des einzigen und gleichnamigen Distrikts.

## Stadtverwaltung
Stadtpräfekt (Bürgermeister) ist für die Amtszeit 2017 bis 2020 Elson Farias von der Partido Comunista do Brasil (PCdoB), der bei der Kommunalwahl 2016 mit 2012 Stimmen wiedergewählt wurde.

## Bevölkerung
Die Bevölkerung betrug nach der Volkszählung des IBGE von 2022 9222 Einwohner. Die Zahl wurde vom IBGE zu 2024 auf 9787 Bewohner geschätzt.
Sie verteilte sich 1991 auf 127 Einwohner auf den urbanen und 4121 Einwohner auf den ländlichen, dagegen im Jahr 2010 auf bereits 2272 Personen im besiedelten Ortsbereich und auf 5305 Personen im weiträumigen ländlichen und Waldbereich.

### Bevölkerungsentwicklung
Quelle: IBGE (Angabe für 2024 ist lediglich eine Schätzung).

## Wirtschaft
Mit den umliegenden Gemeinden Feijó und Tarauacá bildete sie von 1989 bis 2017 die statistisch-geographische Mikroregion Tarauacá, eine der beiden Mikroregionen der ehemaligen Mesoregion Vale do Juruá. Diese sind keine Gebietskörperschaften, die Gemeinden können sich aber, ähnlich den deutschen Kreisverbänden, zur Verfolgung gemeinsamer Zwecke zusammenschließen. 
Das Bruttosozialprodukt pro Kopf betrug 2015 9736 R$, der Index der menschlichen Entwicklung (HDI) den niedrigen Wert von 0,469. Das monatliche Durchschnittseinkommen wurde für 2016 mit dem 1,4-fachen des damaligen brasilianischen Mindestlohns von 880,00 R$, dieser umgerechnet 229,50 €uro, berechnet. Viele Familien sind auf Sozialhilfen z. B. durch Bolsa Família angewiesen.

## Infrastruktur
Jordão ist nicht an das Straßennetz angeschlossen. Erreichbar ist Jordão von der Hauptstadt Rio Branco aus über die BR-364 (Rodovia Juscelino Kubschek de Oliveira) bis Tarauacá und von dort mit Barken den Rio Tarauacá hinauf. Die Entfernung zur Hauptstadt beträgt 450 km.
Der Aeroporto do Jordão ist ein Kleinflughafen, der von Cruzeiro do Sul und Rio Branco angeflogen werden kann.

## Bildung
Das zum Zeitpunkt der Stadtgründung noch weitgehend unerschlossene Jordão hatte 1991 eine Analphabetenquote von 87,8 %, die sich bei der Volkszählung 2010 bereits auf 37,6 % reduziert hatte.

## Tourismus
Der Ort ist Ziel von sich nur langsam entwickelndem Ethnotourismus, wozu es auch ein Indio-Festival veranstaltet.